# Annona nipensis
Annona nipensis este o specie de plante angiosperme din genul Annona, familia Annonaceae, descrisă de  Brother Alain. Conform Catalogue of Life specia Annona nipensis nu are subspecii cunoscute.